# Шандор Ференци
Шандор Ференци (на унгарски: Ferenczi Sándor, роден като Шандор Френкъл) е унгарски психоаналитик.

## Биография
Роден е на 7 юли 1873 година в Мишколц, Австро-Унгария, в семейството на Барух Френкъл и Роса Айбеншутц. Баща му е книжар и издател. От 1890 до 1897 Ференци следва медицина във Виенския университет. От 1897 работи като помощник-лекар в неврологично-психиатрично отделение в болница в Будапеща. През 1904 става ръководител на неврологична амбулатория. През 1907 година открива за себе си психоанализата. Цюрихската школа по психиатрия около Ойген Блойлер и Карл Густав Юнг разработва „диагностични студии върху асоциацията“, от които Ференци се заинтересува. Той се натъква и на фройдовото „Тълкуване на сънищата“, което го спечелва. Ференци търси контакт със Зигмунд Фройд и още на Първия международен конгрес по психоанализа в Залцбург изнася доклад на тема „Психоанализа и педагогика“. Скоро той става един от любимите ученици, а по-късно и приятел на Фройд, който понякога се обръща в писма към него дори с „мили сине“. Цели двадесет години двамата са свързани с тесни приятелски отношения. Когато през 1909 г. Фройд бива поканен в САЩ, за да получи там почетен докторат, той е придружен от Юнг и Ференци.
През 1910 г. на Конгреса на психоаналитиците в Нюрнберг, Ференци става инициатор на „Международно психоаналитично обединение“. През 1913 той основава „Унгарско психоаналитично обединение“. От 1914 до 1916 Ференци е полкови лекар в Западна Унгария. По това време често пътува до Виена, за да завърши при Фройд своята учебна анализа.
Когато през 1918 г. в Унгария избухва социалистическа революция, студентите от Университета настояват за назначаването на Ференци като доцент по психоанализа. При краткотрайната Унгарска република при Бела Кун се открива дори катедра и Ференци става първият университетски професор по психоанализа (освен Фройд). Скоро обаче, републиката пропада, а Ференци е изключен от Будапещенското лекарско общество.
Той е президент на Международната Психоаналитична асоциация от 1918 до 1919 г.
Умира на 22 май 1933 година в Будапеща на 59-годишна възраст

## Научна дейност
В своите работи той достига до вярата, че описанията за сексуална злоупотреба върху пациентите като деца са истинни, сравнявайки тези описания с другите пациенти в същото семейство. Това, наред с другите причини, довежда до скъсване на отношенията със Зигмунд Фройд. 
Преди това скъсване на отношенията, той е член на вътрешния кръг на психоанализата и е забележителен с работата си върху най-трудните пациенти и с разработването на теория за по-активна интервенция, отколкото в обикновената психоаналитична практика. В началото на 20-те години, критикувайки Фройдовия „класически“ метод на неутрална интерпретация, Ференци съвместно с Ото Ранк създава психотерапия „тук и сега“, която чрез личното влияние на Ранк довежда американеца Карл Роджърс до концепцията за клиент-центрирана терапия {Крамер 1995}. Ференци намира някакво благоразположение в по-ново време сред последователите на Жак Лакан.
Основният труд на Ференци е „Таласа: теория за гениталността“. Той си сътрудничи с Ото Ранк за написването на „Развитието на психоанализата“. Интересува се от взаимоотношението между биологията и психоанализата и разширява работата на Фройд по време на много активната си кариера като терапевт.
Ференци постоянно изучава Фройдовите публикации и се стреми да диференцира и доразвие идеите на учителя си. Неговото писателско творчество е сравнително малко (съизмерено с публикациите на повечето Фройдови ученици); то обаче се простира върху почти всички области от аналитичната теория и практика. Неговите трудове са дотам остроумни и многостранни, че във възпоминателното слово по повод на смъртта на Ференци през 1933 г. Фройд с право може да каже, че той „направи всички аналитици свои ученици“.

### Препоръчана литература
- Ferenczi’s Turn in Psychoanalysis, Peter L. Rudnytsky, New York
- Sandor Ferenczi: Reconsidering Active Intervention, Martin Stanton, Jason Aronson Publishers, 1991, Hardcover, 1991, ISBN 0-87668-569-6.
- Legacy of Sandor Ferenczi, Edited by Adrienne Harris and Lewis Aron, Analytic Press, 1996, Hardback, ISBN 0-88163-149-3.